# Gli ultimi giorni di Pompei (film 1959)
Gli ultimi giorni di Pompei è un film del 1959 diretto da Mario Bonnard e Sergio Leone.
È l'ennesima trasposizione cinematografica del romanzo storico Gli ultimi giorni di Pompei (1834) di Edward Bulwer-Lytton, sceneggiata con disinvoltura per adattarla a misura dell'allora "divo" Steve Reeves.
La regia avrebbe dovuto essere affidata al solo Bonnard, il quale però durante le riprese si ritirò a causa di una malattia, venendo sostituito dal suo aiutante Sergio Leone; lo stesso Leone però racconterà in seguito che il collega abbandonò il set per andare a girare un altro film (Gastone, con Alberto Sordi). In ogni caso, quando la pellicola uscì venne accreditata al solo Bonnard.

## Trama
Pompei, 79 d.C.. Il centurione Glauco, tornato a casa dalla Palestina, trova la città in preda a un gruppo di saccheggiatori che depredano le case e assassinano i componenti delle famiglie più ricche, lasciando sul luogo del misfatto un segno di croce. Anche la sua famiglia è stata decimata dagli assassini e, desideroso di vendetta, si rivolge ad Ascanio (alla cui figlia Elena aveva salvato la vita tempo prima) reclamando misure energiche contro di loro. Ascanio, preoccupato di mantenere la sua alta carica e manovrato dalla moglie Giulia Lavinia e da Arbace, gran sacerdote di Iside, fa mettere in prigione i seguaci della nuova fede cristiana ritenendoli responsabili dei massacri.
Glauco, assistendo alle torture inflitte a questi ultimi e convinto dalle parole di Elena, pensa invece che siano innocenti e scopre che i veri responsabili sono proprio Giulia e Arbace, che cospirano ai danni di Roma. Giulia, temendo delle conseguenze per essere stata scoperta, uccide Ascanio, mentre il sacerdote tenta inutilmente di eliminare Glauco, tuttavia riesce a farlo imprigionare. Evaso dal carcere, Glauco corre in difesa di Elena e dei cristiani; in suo aiuto vengono alcuni commilitoni che, travestiti da gladiatori, trafiggono i cospiratori. All'improvviso si riaccende il Vesuvio, che nel giro di poche ore semina la morte sulla città, ma Glauco ed Elena riusciranno a salvarsi fuggendo su una barca.

## Produzione
Realizzato negli stabilimenti C.E.A. di Madrid e Cinecittà di Roma, il film, inizialmente diretto da Mario Bonnard, fu portato a termine da Sergio Leone, co-sceneggiatore e regista della seconda unità, per il forzato abbandono di Bonnard a causa di una malattia. Leone si avvalse per le scene di massa e di circo della collaborazione del co-sceneggiatore Sergio Corbucci, mentre lui diresse le scene di dialogo.